# Näsilinna

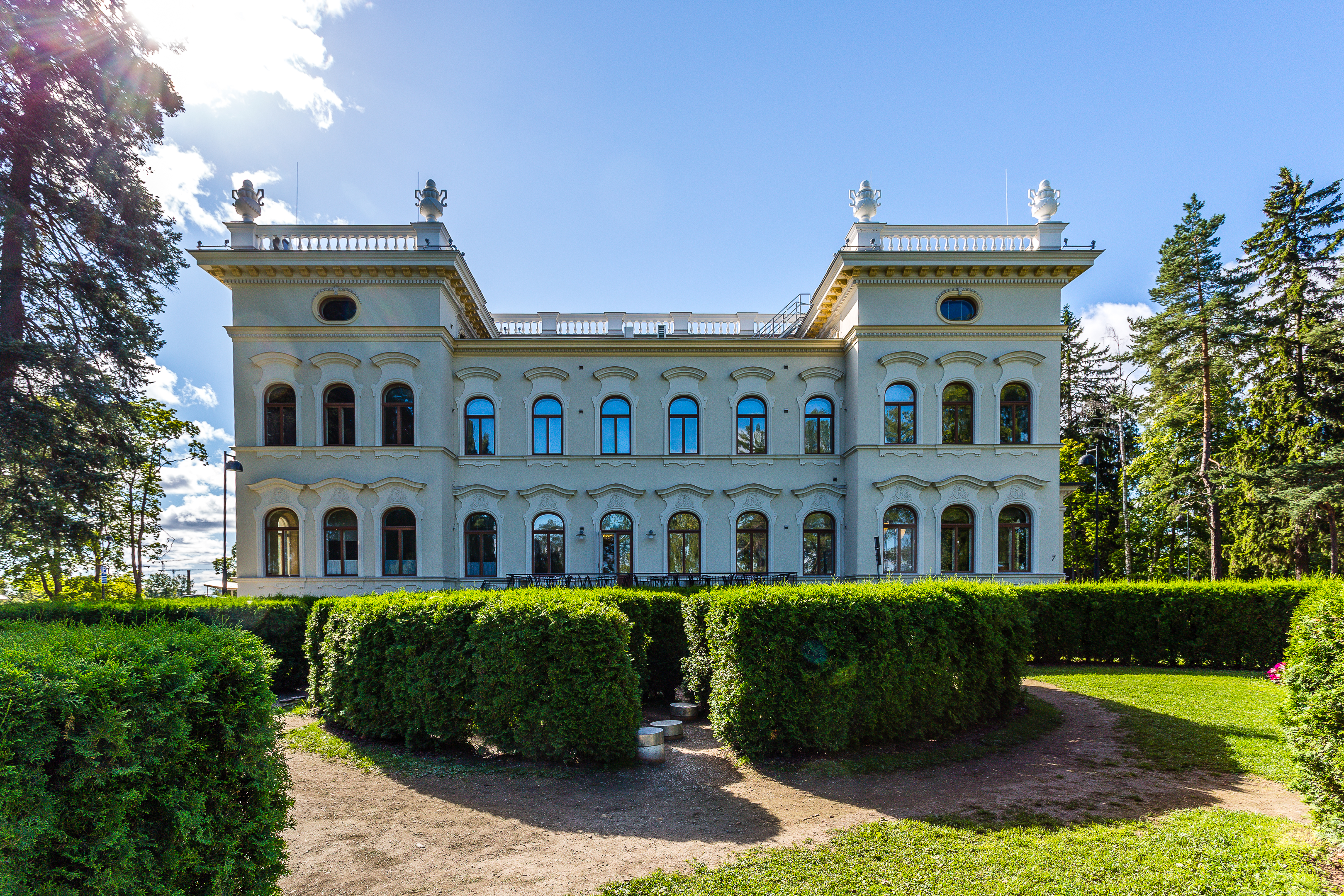
Vista de la fachada.

El castillo Näsi, o palacio de Milavida (en finés, Näsilinna) es un palacio neobarroco en Näsikallio, en Támpere, Finlandia. Se levantó por encargo de Peter von Nottbeck, hijo de Wilhelm von Nottbeck, empresario radicado en San Petersburgo, propietario de la empresa Finlayson. El nombre original del palacio, que se concluyó en 1898, fue Milavida (el significado o historia del término es desconocido).  Es obra del arquitecto Karl August Wrede. Por desgraciadas circunstancias, solo fue propiedad de la familia hasta 1905, en que Edvard von Nottbeck lo vendió a la ciudad. Con posterioridad,  el palacio alojó un museo, y en 1918 durante la guerra civil, un hospital de la Cruz Roja, y la base de los Guardias Rojos. Sufrió severos daños durante aquel agitado periodo. También fue base de baterías antiaéreas durante la Segunda Guerra Mundial. Fue sede hasta 1997 del museo Häme. Después de una extensa rehabilitación es sede de un museo e institución cultural sobre la historia del palacio y sus fundadores.